# Prosoplus multimaculatus
Prosoplus multimaculatus là một loài bọ cánh cứng trong họ Cerambycidae.